# Truyện
Truyện là khái niệm chỉ các tác phẩm tự sự nói chung, tuy nhiều khi hàm nghĩa và cách hiểu thuật ngữ tương đối khác nhau trong tiến trình lịch sử văn học.

## Khu biệt khái niệm
Trong văn học trung đại Việt Nam, truyện là khái niệm được văn học mượn từ sử học, là thể loại trước thuật được các sử gia dùng để ghi chép tiểu sử, hành trạng, công tích của các nhân vật lịch sử. Bên cạnh các tác phẩm văn xuôi dạng truyện truyền kỳ, trong văn học trung đại các tác phẩm thơ có cốt truyện tự sự cũng được gọi là các truyện, hoặc truyện thơ, như các tác phẩm thơ Nôm (truyện Kiều, truyện Lục Vân Tiên v.v.).
Trong văn học hiện đại, truyện là khái niệm không được định tính rõ rệt. Bên cạnh việc sử dụng khái niệm truyện để chỉ mọi tác phẩm tự sự có cốt truyện nói chung, bao gồm cả truyện ký, tiểu thuyết, khái niệm còn được dùng như một thuật ngữ chỉ dung lượng tác phẩm (truyện dài, truyện vừa, truyện ngắn, truyện trong lòng bàn tay hay truyện siêu ngắn). Khái niệm truyện cũng thường lẫn lộn với khái niệm tiểu thuyết, đặc biệt khi nhà văn dùng thuật ngữ này hay thuật ngữ kia để gọi tên thể loại của tác phẩm mình chấp bút. Trong thực tế có tác phẩm dạng truyện là tiểu thuyết và có tiểu thuyết là truyện, tuy không phải bao giờ truyện cũng là tiểu thuyết hay ngược lại.

## Đặc điểm
Có thể nhận thấy nội hàm khái niệm truyện trải rộng hơn phạm vi của khái niệm tiểu thuyết, và ở truyện thậm chí còn giữ lại nhiều hình thức thể loại khác nhau, bao gồm trong đó cả bóng dáng của những sử thi tiền tiểu thuyết.
Truyện biểu hiện qua lối văn trần thuật, trong đó lấy việc mở rộng thế giới mà nhân vật đi vào, dòng chảy cuộc đời, sự đổi thay các ấn tượng về người và cảnh mà nhân vật tiếp xúc, là mục đích của kết cấu cũng như giọng điệu nghệ thuật. Chất giọng của tác giả đóng vai trò lớn tạo nên thi pháp thể loại.

## Một số loại truyện
Trong thực tế có thể bắt gặp các loại truyện: truyện về tiểu sử nhân vật có thực hay nhân vật huyền thoại, truyện kể lại các sự kiện (chiến đấu, sản xuất, sinh sống); truyện về thế giới ảo hay thế giới viễn tưởng v.v.
phân loại theo giai đoạn:
1. Văn học dân gian:thần thoại,sử thi, truyền thuyết, cổ tích, truyện cười, truyện ngụ ngôn, truyện thơ.
2. Văn học trung đại: tiều thuyết chương hồi, truyền kì, ký sự, truyện thơ.
3. Văn học hiện đại: tiểu thuyết hiện đại, truyện dài, truyện vừa, truyện ngắn, truyện mini.